# Шор Георгій Володимирович
Шор Георгій Володимирович (рос. Шор Георгий Владимирович; 23 квітня 1872, Санкт-Петербург—18 липня 1948, Ленінград) — російський і радянський патологоанатом-кондиціоналіст, танатолог, доктор медичних наук, професор, другий завідувач кафедри патологічної анатомії Першого Ленінградського медичного інституту (1917—1944). Заслужений діяч науки РРФСР.

## Біографія
Народився в Санкт-Петербурзі в сім'ї старшого цензора, згодом до кінця своїх днів пошт-директора Санкт-Петербурзького поштамту Володимира Федоровича Шора (1819—1886), який за своєю посадою відповідав за перлюстраційну службу Російської імперії. Батько був сином лютеранського пастора.
У 1895 році закінчив з відзнакою Військово-медичну академію.
З 1895 призначений молодшим лікарем 8-го драгунського Смоленського Імператора Олександра III полку.
У 1896—1904 роках був судновим лікарем крейсера I рангу «Росія».
1908 року отримав звання приват-доцента Військово-Медицької академії.
У 1913 був обраний професором кафедри патологічної анатомії Психоневрологічного інституту.
У 1917—1944 роках був професором і завідувачем кафедри патологічної анатомії Першого Ленінградського медичного інституту. Очолив групу експертів, які вивчали останки Олександра Невського. За підсумками обстеження експерти дали наступний висновок: За обстеженням знайденого комісія експертів лікарів вважає зазначені кістки безсумнівно людські і за ознаками древнього походження, і тому визнає зайвим подальше їхнє обстеження, як не може додати щось нове до сказаного…
Помер від серцево-судинної недостатності через ожиріння серця. Похований у Ленінграді на Серафимівському цвинтарі (28 ділянка).